# Tapurla
Tapurla – wieś w Estonii, w prowincji Harju, w gminie Kuusalu.